# Paybis
Paybis – platforma wymiany aktywów cyfrowych z siedzibą w Polsce. Firma została założona w 2014 roku. Działa w 180 krajach. Zarejestrowani użytkownicy są zobowiązani do podania swoich danych identyfikacyjnych ze względu na wymogi KYC zgodnie z przepisami dotyczącymi przeciwdziałania praniu pieniędzy w celu zapobiegania nielegalnym działaniom.

## Historia
Paybis została założona w 2014 roku przez Innokentego Isersa i Konstantina Vasilenko.
W lipcu 2022 r. wprowadziła nową opcję płatności – Jednolity Obszar Płatności w Euro (SEPA) dla natychmiastowych depozytów w GBP i EUR.
We wrześniu 2023 r. Paybis dodał obsługę przelewów bankowych ACH (Automated Clearing House), umożliwiając klientom z USA zakup kryptowaluty bezpośrednio z ich konta bankowego.

## Ogólne informacje
Paybis ma główną siedzibę w Warszawie, w Polsce i działa w 180 krajach.
Paybis posiada rejestrację MSB w FinCEN (Financial Crimes Enforcement Network) w USA, FinTRAC (Kanada) oraz rejestrację kryptoaktywów w Polsce.
W 2023 roku firma miała 1,8 miliona zarejestrowanych użytkowników.
Paybis przestrzega przepisów AML/KYC i chroni użytkowników przed oszustwami i wyłudzeniami. Wdraża proces KYC polegający na identyfikacji i weryfikacji tożsamości użytkownika w celu zapobiegania nielegalnym działaniom.